# قائمة كليات الطب وطب الأسنان في الأردن
- جامعة العلوم والتكنولوجيا الأردنية

1. كلية الطب البشري
2. كلية طب الأسنان

- الجامعة الأردنية

1. كلية الطب البشري
2. كلية طب الأسنان

- جامعة مؤتة

1. كلية الطب البشري

- الجامعة الهاشمية

1. كلية الطب البشري
2. كلية طب الأسنان

- جامعة اليرموك

1. كلية الطب البشري

- جامعة البلقاء التطبيقية

1. كلية الطب البشري[1]

- جامعة ابن سينا الطبية

1. كلية الطب.
2. كلية طب الأسنان.